# Alicia Vega
Alicia Vega (Santiago, 23 de agosto de 1931) es una investigadora de cine y profesora chilena, considerada una de las principales historiadoras del cine chileno y promotora de la apreciación cinematográfica en Chile como un método de transformación social, destacada por su trabajo con niños y niñas de poblaciones vulnerables.

## Biografía
En 1956, fue parte de la primera generación que estudió en el Instituto Fílmico de la Universidad Católica de Chile, dirigido por el sacerdote Rafael Sánchez. Fue asistente suyo en la dirección de «Las callampas», un documental que registró la primera toma de terrenos en Latinoamérica, que originó la población La Victoria. Entre 1958 y 1990 fue profesora en la Universidad Católica y en la Escuela de Teatro de la Universidad de Chile. Entre 1980 y 1984 fue directora de la Oficina Nacional de Cine del Episcopado, donde creó el programa de Cine Foro Escolar, que llevó a más de cuarenta mil estudiantes de establecimientos educacionales de la Región Metropolitana a sesiones de apreciación cinematográfica en el cine arte Normandie. Entre 1985 y 2005 creó y dirigió el Taller de Cine para Niños, dirigido a niños de poblaciones marginales de Santiago. La filmación de esta experiencia da lugar al documental «Cien niños esperando un tren», de Ignacio Agüero. Como experta en educación cinematográfica ha sido invitada por gobiernos y organismos culturales de una docena de países de Europa, América Latina y otros continentes. En 1979 publica su libro «Re-visión el cine chileno», que veinticinco años después de su aparición sigue siendo una obra de referencia habitual. En el 2000 recibió el «Reconocimiento al Mérito Artístico y Cultural» otorgado por la División de Cultura del Ministerio de Educación de Chile. En 2006, Alicia Vega publicó «Itinerario del cine documental chileno 1900-1990», un análisis de 259 documentales realizados en nuestro país entre 1902 y 1990, cada uno con su ficha técnica, argumento, información relevante y registros de prensa. En 2008 recibió el Premio Pedro Sienna por su destacada trayectoria como educadora y formadora de cineastas. En 2019, fue candidata al Premio Nacional de Artes de la Representación y Audiovisuales, patrocinada por el Instituto de la Comunicación e Imagen de la Universidad de Chile.
En el 2017, nace la Fundación Cultural Alicia Vega, una organización sin fines de lucro, cuyo ámbito de acción es la cultura y educación artística siguiendo las metodologías de Alicia Vega. En el 2024, se inaugura la casa de la Fundación Alicia Vega, que cuenta con una exposición permanente en la que los visitantes pueden aprender e interactuar con el legado Vega. La casa está emplaza en el Barrio Bellavista en Santiago de Chile.
Se casó en 1965 con el artista visual Eduardo Vilches Prieto, con quien tiene dos hijos, Manuel y Flora.

## Publicaciones
- Re-visión del cine chileno (Editorial Aconcagua, 1979)
- Itinerario del cine documental chileno 1902-1990 (Centro EAC, Estudios y Artes de la Comunicación, Universidad Alberto Hurtado)
- Taller de cine para niños (Ocho Libros Editores, 2012, y reedición en 2018), traducido al portugués y publicado en 2015 por la Facultad de Educación de la Universidad Federal de Río de Janeiro.

## Filmografía
| Año  | Título                       | Rol                    | Notas                   | Ref.   |
| ---- | ---------------------------- | ---------------------- | ----------------------- | ------ |
| 1958 | Las Callampas                | Asistente de dirección | Cortometraje documental | [ 17 ] |
| 1988 | Cien niños esperando un tren | Ella misma             | Largometraje documental | [ 18 ] |

## Premios y reconocimientos
- Reconocimiento al Mérito Artístico y Cultural otorgado por la División de Cultura del Ministerio de Educación (2000).
- Premio Pedro Sienna, mención Destacada Trayectoria, otorgado por el Consejo Nacional de la Cultura y las Artes y el Consejo del Arte y la Industria Audiovisual (2008).
- Premio Mujer Destacada, Festival FEMCINE 6 (2016).
- Homenaje por su trayectoria, otorgado por Balmaceda Arte Joven dentro del Primer Encuentro Internacional de Artivistas. Santiago, Chile (2017).
- Premio a la Trayectoria Cultural Audiovisual, 13.º Festival de Cine Documental de Chiloé, Castro, Chiloé (2017).
- Medalla Centenario de la Pontificia Universidad Católica de Chile, Santiago (2018).
- Premio Pudú a la trayectoria, XXV Festival Internacional de Cine de Valdivia (2018).